# Mule (plaats)
Mule is een plaats in de Noorse gemeente Levanger, provincie Trøndelag. Mule telt 304 inwoners (2007) en heeft een oppervlakte van 0,28 km².